# Perruche de Sparrman
Cyanoramphus novaezelandiae
Espèce
Statut de conservation UICN

 LC  : Préoccupation mineure
Statut CITES
La Perruche de Sparrman ou Kakariki à front rouge (Cyanoramphus novaezelandiae) est l'espèce la plus commune du genre. Elle appartient à la famille des Psittaculidae. Le nom de Sparrman commémore le descripteur de l'espèce, le naturaliste suédois Anders Sparrman (1748-1820). Au niveau de son statut légal, cet oiseau figure en annexe 1A de la convention de Washington.

## Sous-espèces
La Perruche de Sparrman comporte six sous-espèces (dont deux éteintes),, :
- Cyanoramphus novaezelandiae chathamensis Oliver 1930 des îles Chatham, mesurant environ 28 cm et présentant la tête vert émeraude brillant et l'abdomen un peu plus jaune que la forme nominale ;
- Cyanoramphus novaezelandiae cyanurus Salvadori, 1891 des îles Kermadec, sous-espèce au plumage un peu moins jaunâtre sur le dessous du corps que la sous-espèce type et mesurant environ 29 cm ;
- Cyanoramphus novaezelandiae erythrotis† (Wagler, 1832) de l'île Macquarie ;
- Cyanoramphus novaezelandiae hochstetteri (Reischek, 1889) des îles Antipodes ;
- Cyanoramphus novaezelandiae novaezelandiae (Sparrman, 1787) de Nouvelle-Zélande, sous-espèce mesurant environ 27 cm ;
- Cyanoramphus novaezelandiae subflavescens† Salvadori, 1891 de l'île de Lord Howe (disparu vers 1870).

D'autres taxons, auparavant considérés comme des sous-espèces, sont actuellement élevés au rang d'espèce : Perruche de Nouvelle-Calédonie, Perruche de Norfolk et Perruche de Malherbe.

## Description
Cet oiseau présente un plumage essentiellement vert. Le front est rouge. Cette coloration s'étend au-delà des yeux sous la forme d'une virgule. Les rémiges sont bleues.
Le mâle est un peu plus grand que la femelle et possède un bec plus massif.
Cette espèce mesure entre 27 et 29 cm de longueur et pèse entre 43 et 113 g.

## Répartition
Celle-ci est détaillée au paragraphe Sous-espèces.

## Alimentation
Cet oiseau s'alimente fréquemment au sol de graines, d'invertébrés et parfois de cadavres.

## Captivité
Cet oiseau est très familier. Il est toutefois préférable de le détenir en volière où il pourra se donner de l'exercice plutôt qu'en cage car il a tendance à se gaver de graines de tournesol entraînant une maladie du foie conduisant à la mort.